# دنيس موريس (مصور)
دنيس موريس (بالإنجليزية: Dennis Morris)‏ هو مصور بريطاني، ولد في 20 سبتمبر 1953.

## معرض صور

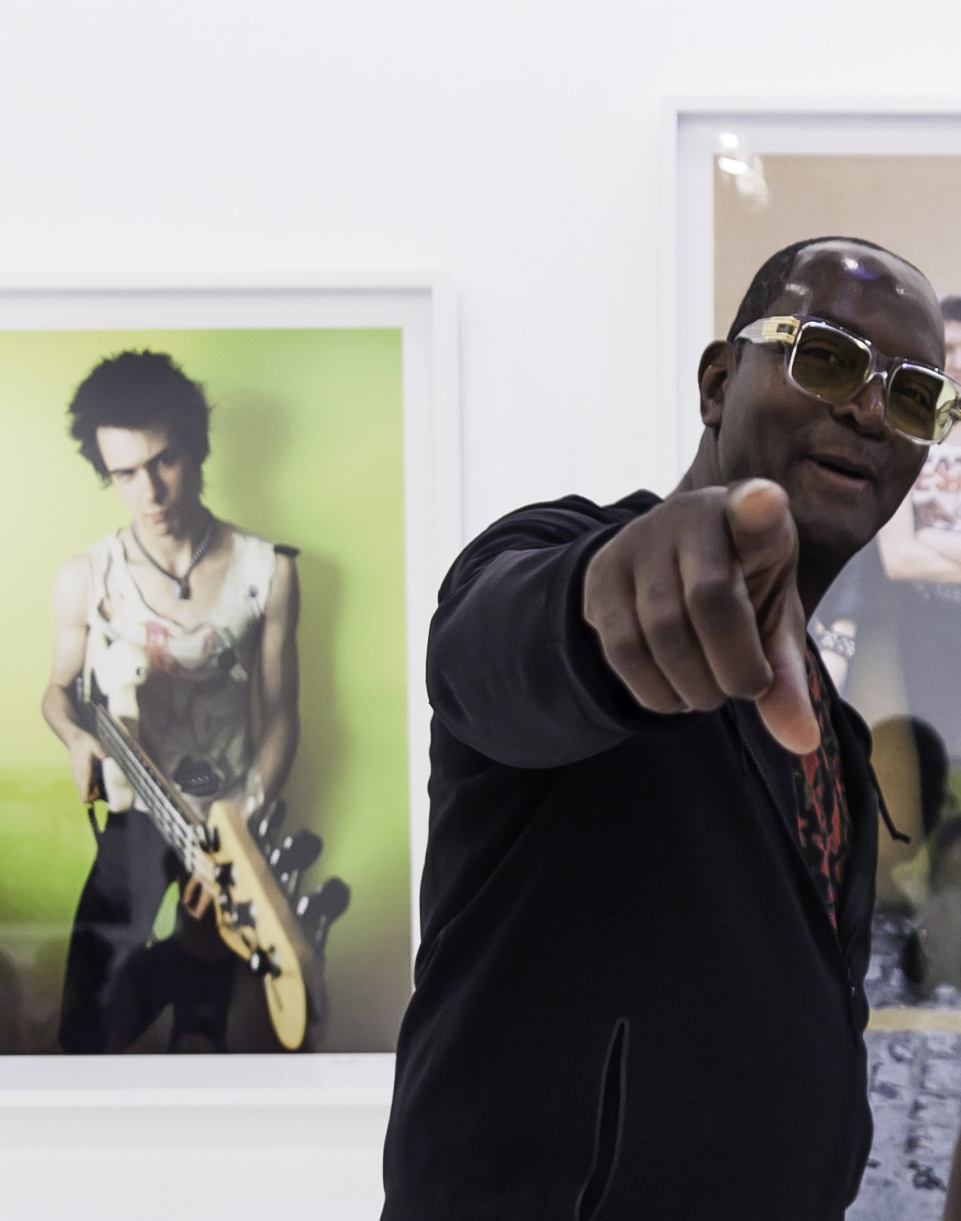
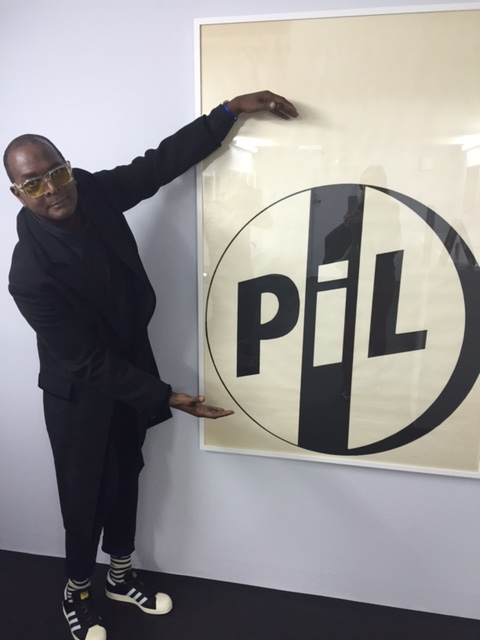
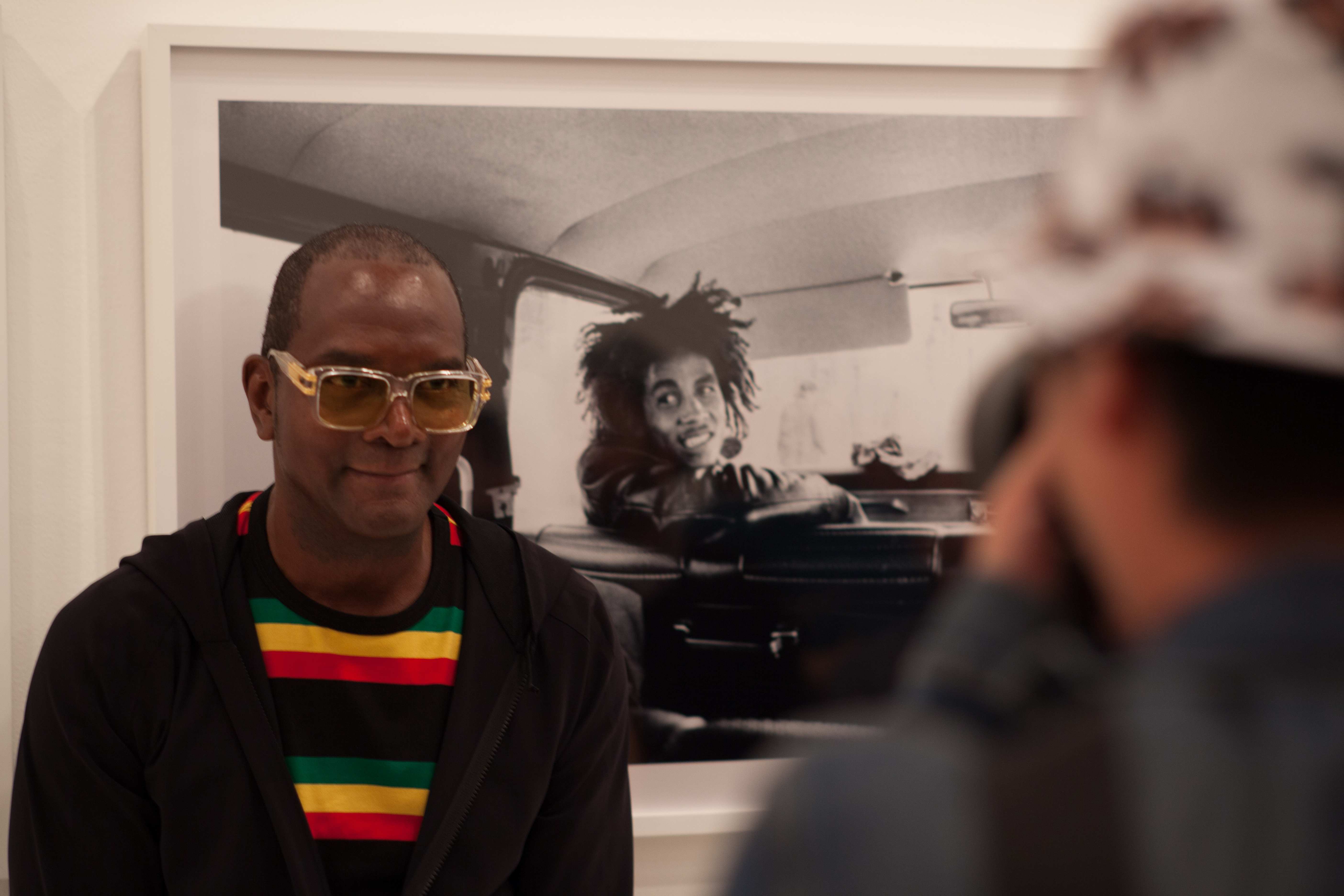